# Trofeu Ciudad de La Linea
El Trofeu Ciudad de la Línea és un torneig amistós de futbol, que se celebra a la ciutat de La Línea de la Concepción, a Andalusia (Espanya). Es disputa a l'Estadio Municipal de La Línea de la Concepción, on juga de manera habitual l'equip de la ciutat: la Real Balompédica Linense.
Va iniciar-se l'any 1970, proclamant-se guanyador el València CF.

## Finals
| Any  | Equip campió             | Subcampió                | Tercer classificat     | Quart classificat  |
| 1970 | València CF              | Sevilla FC               | San Lorenzo de Almagro | Anderlecht         |
| 1971 | Rapid de Viena           | Celta de Vigo            | CD Málaga              | Dinamo de Bucarest |
| 1972 | Dukla Praha              | FK Sarajevo              | Granada CF             | CD Málaga          |
| 1973 | Reial Betis              | Os Belenenses            | Eintracht Frankfurt    | CD Málaga          |
| 1974 | Hajduk Split             | Reial Betis              | València CF            | Unión Española     |
| 1975 | RCD Espanyol             | Steaua de Bucarest       | Sevilla FC             | Hajduk Split       |
| 1976 | CD Málaga                | València FC              | Dinamo Tbilisi         | FC Amsterdam       |
| 1977 | UD Salamanca             | Nacional de Montevideo   | Stoke City FC          | Cadis CF           |
| 1978 | Birmingham City FC       | Sporting de Gijón        | Slovan Bratislava      | Reial Saragossa    |
| 1979 | Sel. Olímpica d'Hongria  | Club de Fútbol Monterrey | CD Málaga              | AD Almería         |
| 1980 | Algeciras CF             | Real Balompédica Linense | Lusitano de Évora      | Kenitra            |
| 1981 | Reial Madrid             | Leeds United             | Partizan de Belgrad    | Sporting de Gijón  |
| 1982 | Reial Madrid             | Athletic Club            | Vojvodina              | Nottingham Forest  |
| 1983 | Atlètic de Madrid        | Cadis CF                 | Liverpool FC           | Dinamo de Bucarest |
| 1984 | No disputat              |                          |                        |                    |
| 1985 | FC Barcelona             | Atlético Mineiro         | Boavista               | Cadis CF           |
| 1986 | Reial Madrid             | Fluminense               | Nacional de Montevideo | Sporting de Gijón  |
| 1987 | Spartak de Moscou        | RCD Mallorca             |                        |                    |
| 1988 | No disputat              |                          |                        |                    |
| 1989 | Atlètic de Madrid        | Sevilla FC               | Slovan Bratislava      | Palmeiras          |
| 1990 | SS Lazio                 | Reial Madrid             | CA Peñarol             | Cadis CF           |
| 1991 | FC Barcelona             | Honvéd SE Budapest       |                        |                    |
| 1992 | Atlètic de Madrid        | Flamengo                 |                        |                    |
| 1993 | València CF              | Sevilla FC               |                        |                    |
| 1994 | Reial Madrid             | PSV Eindhoven            |                        |                    |
| 1995 | FC Barcelona             | Olympique Lyon           |                        |                    |
| 1996 | No disputat              |                          |                        |                    |
| 1997 | Reial Valladolid         | Reial Betis              |                        |                    |
| 1998 | Aston Villa FC           | Sevilla FC               |                        |                    |
| 1999 | Real Balompédica Linense | Màlaga CF                |                        |                    |
| 2000 | FC Barcelona             | Màlaga CF                |                        |                    |
| 2001 | Sevilla FC               | Màlaga CF                |                        |                    |
| 2002 | Sevilla FC               | Nacional de Montevideo   |                        |                    |
| 2003 | Sevilla FC               | Real Balompédica Linense |                        |                    |
| 2004 | Atlètic de Madrid        | Reial Saragossa          |                        |                    |

## Palmarès
4 títols
- Atlètic de Madrid
- FC Barcelona
- Reial Madrid CF

3 títols
- Sevilla FC

2 títols
- València CF

1 títol
- Rapid de Viena
- Dukla Praha
- Reial Betis
- Hajduk Split
- RCD Espanyol
- CD Málaga
- UD Salamanca
- Birmingham City FC
- Selecció Olímpica d'Hongria
- Algeciras CF
- Spartak de Moscou
- SS Lazio
- Reial Valladolid
- Aston Villa FC
- Real Balompédica Linense